# Element nuclear llarg intercalat
Un element nuclear llarg intercalat o LINE de l'anglès Long Interspersed Nuclear Element, són un grup d'elements genètics que es troben en un gran nombre de genomes eucariotes. Els LINE són transcrits a ARN (o són el vestigi evolutiu del que algun cop havia estat transcrit). Aquests ARNs provinents dels LINEs tenen una alta afinitat per la transcriptasa inversa que fa una còpia d'ADN que eventualment pot ser integrada en el genoma en un nou lloc.